# Barranc de la Torre (Conques)
El barranc de la Torre és un afluent per l'esquerra del riu de Conques. Discorre del tot per l'antic terme de Conques, actualment del municipi d'Isona i Conca Dellà.